# Anders de Wahl

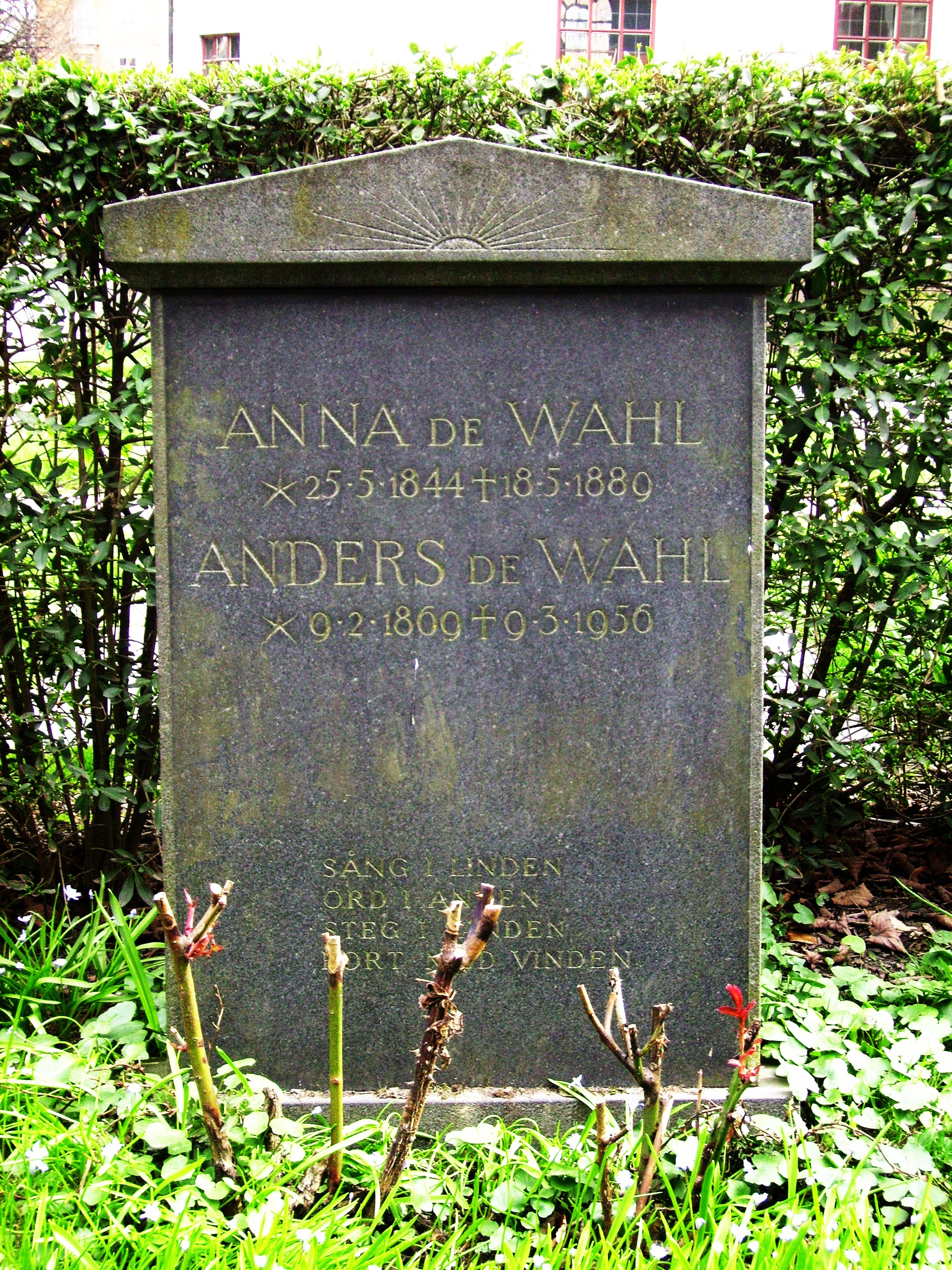
Tumba de Anders de Wahl en el Cementerio de la Iglesia Adolf Fredriks kyrkan, en Estocolmo

Anders de Wahl (9 de febrero de 1869 - 9 de marzo de 1956) fue un actor teatral y cinematográfico de nacionalidad sueca. 

## Biografía
Su nombre de nacimiento era Andreas de Wahl, y nació en Estocolmo, Suecia, siendo sus padres el director de orquesta Oscar de Wahl y la cantante y actriz de opereta Anna de Wahl, nacida Lundström. Tras haber trabajado en la fábrica de corcho Wicander, Wahl estudió entre 1889 y 1891 en la escuela del Teatro Dramaten. Fue contratado en 1891 y 1892 por la compañía teatral de August Lindberg, actuó entre 1892 y 1907 para la formación de Albert Ranft, y desde 1907 a 1919 trabajó en el Teatro Dramaten. En la temporada primaveral de 1920 a 1922, colaboró con el Svenska teatern de Estocolmo y, de nuevo, con el Dramaten. De Wahl también actuó en Copenhague, Oslo y Helsinki, llevando a cabo también giras por su país. Además, viajó en gira por los Estados Unidos, dando voz a diferentes lecturas.
De Wahl escribió, así mismo, la obra teatral För tidigt, uno de sus primeros éxitos, interpretando el papel de Ville en 1892.
Anders de Wahl fue también conocido por sus recitaciones del poema de Alfred Tennyson "Ring Out, Wild Bells" en el medio radiofónico en la noche de Año Nuevo.
Anders de Wahl, que permaneció soltero a lo largo de su vida, falleció en Estocolmo, Suecia, en 1956. Fue enterrado en el Cementerio de la Iglesia Adolf Fredriks kyrkan.

## Teatro

### Actor
- 1890 : Mäster Olof, de August Strindberg, Dramaten
- 1891 : Mellan barken och trädet, de Ernst Lundquist, Dramaten[1]
- 1891 : Arvskiftet, de Iván Turguénev, Dramaten[2]
- 1891 : Ett silverbröllop, de Emma Gad, Mindre teatern de Gotemburgo[3]
- 1891 : Hamlet, de William Shakespeare, Stora Teatern de Gotemburgo
- 1891 : Miss Heylett, de Edmond Audran y Maxime Boucheron, Stora Teatern[4]
- 1891 : Sällskap där man har tråkigt, de Édouard Pailleron, Mindre teatern
- 1891 : Tatlows hemlighet, de August Lindberg, Stora Teatern
- 1891 : Ära, de Hermann Sudermann,  Stora Teatern[5]
- 1891 : Sabinskornas bortrövande, de Franz von Schönthan y Paul von Schönthan, Mindre teatern
- 1891 : Tokerier, de Carl Laufs, Mindre teatern
- 1891 : Pater Noster, de François Coppée, Mindre teatern
- 1891 : Papageno, de Rudolf Kneisel, Mindre teatern
- 1892 : Ett handelshus, de Bjørnstjerne Bjørnson, Stora Teatern
- 1892 : Än leva de gamla gudar, de Axel Engdahl, Stora Teatern
- 1892 : Ett odjur till måg, de Nils Emil Hjertstedt, Stora Teatern
- 1892 : Allt för fosterlandet, de Victorien Sardou, Stora Teatern
- 1892 : Evas systrar, de Edvard Bäckström, Stora Teatern
- 1892 : Stulen lycka, sala August Lindberg[6]
- 1892 : Ett silverbröllop, de Emma Gad, Djurgårdsteatern[7]
- 1892 : Gendarmen, de Pierre Decourcelle y Henri Debrit, Djurgårdsteatern y Mindre teatern
- 1892 : För tidigt, de Anders de Wahl, Djurgårdsteatern[8] y Mindre teatern
- 1892 : Detektiven, de Pehr Staaff, Djurgårdsteatern
- 1892 : Söndagsbarnet, de Karl Millöcker, Hugo Wittmann y Julius Bauer, sala Albert Ranft
- 1892 : Tofslärkan, de Ernst von Wildenbruch, Djurgårdsteatern y Stora Teatern
- 1893 : Ett ungkarlshem, de Knut Michaelson, Stora Teatern
- 1893 : Picardan är hemma, de Alexandre Bisson, Djurgårdsteatern[9] y Stora Teatern
- 1893 : Spökerierna på slottet, de Eric Sandberg, Djurgårdsteatern[10][11]
- 1893 : Sodoms undergång, de Hermann Sudermann, Stora Teatern
- 1893 : Det förlovade landet, de Franz von Schönthan y Paul von Schönthan, Stora Teatern
- 1893 : För tidigt, de Anders de Wahl, Stora Teatern
- 1893 : I arrest, de Anders de Wahl, Stora Teatern
- 1893 : Gendarmen, de Pierre Decourcelle y Henri Debrit, Djurgårdsteatern[12]
- 1893 : Detektiven, de Pehr Staaff, Stora Teatern
- 1893 : Ljungby horn, de Frans Hedberg, Stora Teatern
- 1893 : Söndagsbarnet, de Karl Millöcker, Hugo Wittmann y Julius Bauer, Stora Teatern
- 1893 : Lili, de Hervé, Alfred Hennequin y Albert Millaud, Stora Teatern
- 1893 : Orientresan, de Oscar Blumenthal y Gustav Kadelburg, Stora Teatern
- 1894 : Andras affärer, de Gustaf  af Geijerstam, Stora Teatern
- 1894 : För tidigt, de Anders de Wahl, Stora Teatern
- 1894 : Ungdom, de Max Halbe , Stora Teatern
- 1894 : La tía de Carlos, de Brandon Thomas, Djurgårdsteatern[13] y Stora Teatern[14]
- 1894 : På Helgeandsholmen, de Eric Sandberg, Djurgårdsteatern[15]
- 1894 : Ljungby horn, de Frans Hedberg, Djurgårdsteatern[16]
- 1894 : Flirtation, de Harald Molander, Stora Teatern
- 1894 : Kärlek och exercis, de Georges Feydeau y Maurice Desvallières, Stora Teatern
- 1894 : Per Olsson och hans käring, de Gustaf  af Geijerstam, Stora Teatern
- 1894 : Giboyers son, de Emile Augier, Stora Teatern
- 1894 : Vålnaden, de August Blanche, Stora Teatern
- 1894 : Moderna vinglare, de Emile Augier, Stora Teatern
- 1894 : Regina von Emmeritz, de Zacharias Topelius, Stora Teatern
- 1895 : Än leva de gamla gudar, de Axel Engdahl, Stora Teatern
- 1895 : Herr kalfaktorn, de Charles Bossu y Edmond Delavigne, Stora Teatern
- 1895 : Tystlåtenhet och förtroende, de Lorentz Lundgren, Stora Teatern
- 1895 : Värmlänningarna, de Fredrik August Dahlgren y Andreas Randel, Stora Teatern
- 1895 : Mṛcchakatika, de Çudraka, Stora Teatern[17]
- 1895 : Fröken Falköga, de Franz von Schönthan y Franz Koppel-Ellfeld, Stora Teatern
- 1895 : Per Olsson och hans käring, de Gustaf af Geijerstam, Stora Teatern
- 1895 : Maskeraden, de Alexandre Bisson y Albert Carré, Vasateatern[18]
- 1896 : Den kritiska åldern, de Jules Lemaître, Vasateatern[19]
- 1896 : Med Sveriges allmoge, de Hugo Fröding, Cirkus, Estocolmo[20]
- 1896 : En vintersaga, de William Shakespeare, Vasateatern
- 1896 : Giboyers son, de Emile Augier, Vasateatern
- 1896 : Lycko-Pers resa, de August Strindberg, Vasateatern
- 1897 : Ungdomslek, de Frederik Leth Hansen, Vasateatern[21]
- 1897 : John Gabriel Borkman, de Henrik Ibsen, Vasateatern
- 1897 : Mäster Olof, de August Strindberg, Vasateatern[22]
- 1897 : Solfjärdern, de Oscar Wilde, Vasateatern
- 1897 : Älskog, de Arthur Schnitzler, Vasateatern
- 1898 : Marcelle, de Victorien Sardou, Vasateatern[23][24][25]
- 1898 :  Kungsämnena, de Henrik Ibsen, escenografía de Harald Molander, Vasateatern[26]
- 1898 : Hemmet, de Hermann Sudermann, Vasateatern[27]
- 1898 : La dama de las camelias, de Alexandre Dumas (hijo), Vasateatern[28]
- 1898 : Bröllopet på Ulfåsa, de Frans Hedberg, escenografía de Harald Molander, Svenska teatern[29]
- 1898 : Vid rikets port, de Knut Hamsun, Svenska teatern[30]
- 1898 : Familjen Jensen, de Edgard Høyer, escenografía de Albert Ranft, Svenska teatern[31]
- 1898 : Ricardo II, de William Shakespeare, escenografía de August Lindberg, Svenska teatern[32]
- 1899 : Härmännen på Helgeland, de Henrik Ibsen, Svenska teatern[33]
- 1899 :  Stor-Klas och Lill-Klas, de Gustaf af Geijerstam, escenografía de Harald Molander, Svenska teatern[34]
- 1899 : Vävarna, de Gerhart Hauptmann, escenografía de Harald Molander, Svenska teatern[35]
- 1899 : Helgonsnidaren, de Ludwig Ganghofer y Hans Neuert, escenografía de Harald Molander, Svenska teatern[36]
- 1899 :  Gustav Vasa, de August Strindberg, escenografía de Harald Molander, Svenska teatern[37][38][39]
- 1899 : Erik XIV, de August Strindberg, escenografía de Harald Molander, Svenska teatern[40][41][42]
- 1900 : Kung Harlekin, de Rudolf Lothar, Svenska teatern[43]
- 1900 : Agnes Jordan, de Georg Hirschfeld, Svenska teatern[44]
- 1900 : En lyckoriddare, de Harald Molander, escenografía de Harald Molander, Svenska teatern
- 1900 : Los tres mosqueteros, de Alejandro Dumas, Svenska teatern
- 1900 : Marcelle, de Victorien Sardou, Svenska teatern
- 1900 : Folkungasagan, de August Strindberg, Svenska teatern[45]
- 1901 : Över förmåga, de Bjørnstjerne Bjørnson, Svenska teatern
- 1901 : Midsommareld, de Hermann Sudermann, Svenska teatern[46]
- 1902 : Paul Lange och Tora Parsberg, de Bjørnstjerne Bjørnson, Svenska teatern
- 1902 : Ungdom, de Max Halbe, Svenska teatern
- 1903 : Gamla Heidelberg, de Wilhelm Meyer-Förster, Svenska teatern
- 1903 : Monna Vanna, de Maurice Maeterlinck, Svenska teatern
- 1903 : Karneval, de Otto Erich Hartleben, Svenska teatern
- 1904 : Kärlekens komedi, de Henrik Ibsen, Svenska teatern
- 1904 : Lucifer, de Enrico Annibale Butti, escenografía de Karl Hedberg, Svenska teatern[47]
- 1905 : Daglannet, de Bjørnstjerne Bjørnson, Svenska teatern[48]
- 1905 : Greven av Antwerpen, de Per Hallström, Svenska teatern[49]
- 1905 : Vi skiljas, de Victorien Sardou, Svenska teatern[50]
- 1905 : Livets dal, de Max Dreyer, escenografía de Karl Hedberg, Svenska teatern[51]
- 1906 : Ett hems drama, de Tor Hedberg, Svenska teatern[52]
- 1906 : Hjältar, de George Bernard Shaw, Svenska teatern[53]
- 1906 : Livet på landet, de Fritz Reuter, Svenska teatern[54][55]
- 1906 : Gurre, de Holger Drachmann, Svenska teatern[56]
- 1907 : Enrique IV, de William Shakespeare, Svenska teatern[57]
- 1907 : Johan Ulfstjerna, de Tor Hedberg, Svenska teatern
- 1907 : För tidigt, de Anders de Wahl, Svenska teatern
- 1908 : Mäster Olof, de August Strindberg, escenografía de Knut Michaelson, Dramaten
- 1908 : Cándida,  de George Bernard Shaw, escenografía de Emil Grandinson, Dramaten
- 1908 : Lek ej med kärleken, de Alfred de Musset, escenografía de Knut Michaelson, Dramaten
- 1908 : Antígona, de Sófocles, escenografía de August Lindberg y Knut Michaelson, Dramaten
- 1908 : Skärseld, de  Walter Christmas, escenografía de Emil Grandinson, Dramaten
- 1908 : Ett revolutionsbröllop, de Sophus Michaëlis, escenografía de Emil Grandinson, Dramaten
- 1908 : Espectros, de Henrik Ibsen, escenografía de August Lindberg, Dramaten
- 1909 : Per Olsson och hans käring, de Gustaf  af Geijerstam, escenografía de Anders de Wahl, Dramaten
- 1909 : Erotikon, de Per Hallström, escenografía de August Lindberg, Dramaten
- 1909 : Siste riddaren, de August Strindberg, escenografía de Emil Grandinson, Dramaten
- 1909 : Högt spel, de Ernst Didring, escenografía de Gustaf Linden, Dramaten
- 1909 : Lady Frederick, de W. Somerset Maugham, escenografía de Knut Michaelson, Dramaten
- 1909 : Lady Frederick, de W. Somerset Maugham, escenografía de Axel Hansson, gira[58]
- 1909 : Paul Lange och Tora Parsberg, de Bjørnstjerne Bjørnson, escenografía de Anders de Wahl, Dramaten
- 1910 : El inspector general, de Nikolái Gógol, escenografía de Gustaf Linden, Dramaten
- 1910 : Fria händer, de Otto Benzon, escenografía de Emil Grandinson, Dramaten
- 1910 : Damen med dolken, de Arthur Schnitzler, escenografía de Gustaf Linden, Dramaten
- 1910 : El pato silvestre, de Henrik Ibsen, escenografía de August Lindberg, Dramaten
- 1910 : Erasmus Montanus, de Ludvig Holberg, escenografía de Gustaf Linden, Dramaten
- 1911 : Titus, de  Arvid Järnefelt, escenografía de Gustaf Linden, Dramaten
- 1911 : Sällskap där man har tråkigt, de Édouard Pailleron, escenografía de Karl Hedberg, Dramaten
- 1911 : Maria Stuart i Skottland, de Bjørnstjerne Bjørnson, escenografía de Björn Björnson, Dramaten
- 1911 : Barnen, de  Hermann Bahr, escenografía de Karl Hedberg, Dramaten
- 1912 : Erik XIV, de August Strindberg, escenografía de  Karl Hedberg, Dramaten
- 1912 : Anatol, de Arthur Schnitzler, escenografía de Emil Hillberg, Dramaten
- 1912 : Kamp, de  John Galsworthy, escenografía de Gustaf Linden, Dramaten
- 1912 : Johan Ulfstjerna, de  Tor Hedberg, escenografía de Karl Hedberg, Dramaten
- 1912 : Doktorns dilemma, de  George Bernard Shaw, escenografía de Karl Hedberg, Dramaten
- 1912 : Spåmannen, de Verner von Heidenstam, escenografía de Tor Hedberg, Dramaten
- 1913 : Min vän Teddy, de André Rivoire y Lucien Besnard, escenografía de Karl Hedberg, Dramaten
- 1913 : Jefta, de Ernst Didring, escenografía de Gustaf Linden, Dramaten
- 1913 : Jeppe på berget, de Ludvig Holberg, escenografía de Gustaf Linden, Dramaten
- 1913 : Carolus Rex, de  Walter Hülphers, escenografía de Tor Hedberg, Dramaten
- 1913 : Berg-Eyvind och hans hustru, de Johann Sigurjonsson, escenografía de Karl Hedberg, Dramaten
- 1914 : Professor Bernhardi, de Arthur Schnitzler, escenografía de Gustaf Linden, Dramaten
- 1914 : Aladdin, de Adam Oehlenschläger, escenografía de Karl Hedberg, Dramaten
- 1914 : Hamlet, de William Shakespeare, escenografía de Tor Hedberg, Dramaten
- 1915 : Äventyret, de Gaston Arman de Caillavet y Robert de Flers, escenografía de Karl Hedberg, Dramaten
- 1915 : Hadda-Padda, de Guðmundur Kamban, escenografía de Karl Hedberg, Dramaten
- 1915 : Hamlet, de William Shakespeare, Teatro Real de Copenhague
- 1915 : Erik XIV, de August Strindberg, Teatro Real de Copenhague
- 1915 : Kamraterna, de August Strindberg, gira
- 1916 : Det gamla spelet om Envar, de Hugo von Hofmannsthal, escenografía de Tor Hedberg, Dramaten
- 1916 : Kamraterna, de August Strindberg, escenografía de Karl Hedberg, Dramaten
- 1917 : Den stora scenen, de  Arthur Schnitzler, escenografía de Gustaf Linden, Dramaten
- 1917 : Det var en gång, de  Holger Drachmann, escenografía de Gustaf Linden, Dramaten
- 1917 : Anatol, de Arthur Schnitzler, Lorensbergsteatern[59]
- 1917 : Erik XIV, de August Strindberg, Lorensbergsteatern[60][61]
- 1918 : Litteratur, de  Arthur Schnitzler, escenografía de Gustaf Linden, Dramaten
- 1918 : Hedda Gabler, de Henrik Ibsen, escenografía de Karl Hedberg, Dramaten
- 1918 : Den gröna fracken, de Gaston Arman de Caillavet y Robert de Flers, escenografía de Karl Hedberg, Dramaten
- 1918 : Pierrots drama, de Sil-Vara, escenografía de Anders de Wahl, Dramaten
- 1918 : Komedianten, de  Stefan Zweig, escenografía de Anders de Wahl, Dramaten
- 1919 : Perseus och vidundret, de Tor Hedberg, escenografía de Tor Hedberg, Dramaten
- 1919 : Fink och Fliederbusch, de  Arthur Schnitzler, escenografía de Tor Hedberg, Dramaten
- 1920 : Struensee, de Otto Erler, Svenska teatern
- 1921 : Femina, de C. P. von Rossem y J. F. Soesman, Svenska teatern[62][63]
- 1921 : Mina damer och herrar, de Rolf Hiorth-Schøyen y Helge Krog, Svenska teatern
- 1921 : La fierecilla domada, de William Shakespeare, Svenska teatern
- 1921 : Hjältar, de George Bernard Shaw, Svenska teatern
- 1921 : Paul Lange och Tora Parsberg, de Bjørnstjerne Bjørnson, Svenska teatern[64]
- 1921 : Den charmante, de Carl Sternheim, gira
- 1922 : Äktenskapets skärseld, de Ladislaus Lekatos, Svenska teatern[65]
- 1922 : Damernas egen, de Leo Dietrichstein, Svenska teatern[66]
- 1922 : Det gamla spelet om Envar, de Hugo von Hofmannsthal, Teatro nacional (Oslo)
- 1922 : Äventyret, de Gaston Arman de Caillavet y Robert de Flers, Teatro nacional (Oslo)
- 1923 : Labyrinten, de Solomon Lʹvovič Polyakov, escenografía de Gustaf Linden, Dramaten
- 1923 : Skomakar Aiolos, de Arnold Kübler, escenografía de Olof Molander, Dramaten
- 1923 : Älska, de Paul Géraldy, gira
- 1924 : Otelo, de William Shakespeare, escenografía de Olof Molander, Dramaten
- 1924 : Herrans vingård, de Gaston Arman de Caillavet y Robert de Flers, escenografía de Karl Hedberg, Dramaten
- 1925 : Swedenhielms, de Hjalmar Bergman, escenografía de Gustaf Linden, Dramaten
- 1925 : Seis personajes en busca de autor, de Luigi Pirandello, escenografía de Tore Svennberg, Dramaten
- 1926 : Enrique IV, de Luigi Pirandello, escenografía de Gustaf Linden, Dramaten
- 1927 : Peer Gynt, de Henrik Ibsen, escenografía de Olof Molander, Dramaten
- 1927 : La vida es sueño, de Pedro Calderón de la Barca, escenografía de Per Lindberg, Dramaten
- 1928 : Älska, de Paul Géraldy, escenografía de Tore Svennberg, Dramaten
- 1928 : Fausto, de Johann Wolfgang von Goethe, escenografía de Olof Molander, Dramaten
- 1928 : Las aves, de Aristófanes, escenografía de Olof Molander, Dramaten
- 1929 : Erik XIV, de August Strindberg, escenografía de Gustaf Linden, Dramaten
- 1929 : Nyss utkommen!, de Édouard Bourdet, escenografía de Gustaf Linden, Dramaten
- 1930 : Herr Lamberthier, de  Louis Verneuil, escenografía de Anders de Wahl, Dramaten
- 1930 : Markurells i Wadköping, de Hjalmar Bergman, escenografía de Alf Sjöberg, Dramaten
- 1931 : La fierecilla domada, de William Shakespeare, escenografía de Henry Hellssen, Oscarsteatern
- 1931 : Ett tu tre, de Ferenc Molnár, escenografía de Bjørn Bjørnson, Oscarsteatern[67]
- 1931 : Anständighetens vällust, de Luigi Pirandello, gira
- 1932 : Cant, de Kaj Munk, escenografía de Olof Molander, Dramaten
- 1932 : Johan Ulfstjerna, de Tor Hedberg, escenografía de Tor Hedberg, Dramaten
- 1932 : Den farliga vägen, de A.A. Milne, gira
- 1933 : Cyrano de Bergerac, de Edmond Rostand, escenografía de Alf Sjöberg, Dramaten
- 1933 : Före solnedgången, de Gerhart Hauptmann, escenografía de Alf Sjöberg, Dramaten
- 1933 : Bäverpälsen, de Gerhart Hauptmann, escenografía de Olof Molander, Dramaten
- 1934 : De hundra dagarna, de Benito Mussolini y Giovacchino Forzano, escenograía de Rune Carlsten, Dramaten
- 1934 : En hederlig man, de Sigfrid Siwertz, escenografía de Alf Sjöberg, Dramaten
- 1934 : Anständighetens vällust, de Luigi Pirandello, escenografía de Anders de Wahl, Dramaten
- 1935 : Cenodoxus, de Jacob Bidermann, escenografía de Olof Molander, Dramaten
- 1935 : Den gröna fracken, de Gaston Arman de Caillavet, escenografía de Rune Carlsten, Dramaten
- 1936 : Zigenarprimas, de Emmerich Kálmán, Julius Wilhelm y Fritz Grünbaum, escenografía de Max Hansen, Oscarsteatern
- 1936 : Johan Ulfstjerna, de Tor Hedberg, Teatro Real de Copenhague
- 1936 : Komedianten, de Stefan Zweig, gira
- 1936 : Byggmästare Solness, de Henrik Ibsen, Riksteatern
- 1936 : Kunglighet, de Robert E. Sherwood, Riksteatern
- 1937 : Byggmästare Solness, de Henrik Ibsen, escenografía de Anders de Wahl, Dramaten
- 1937 : Det gamla spelet om Envar, de Hugo von Hofmannsthal, escenografía de Olof Molander, Dramaten
- 1938 : Julio César, de William Shakespeare, escenografía de Olof Molander, Dramaten
- 1938 : Delila, de Ferenc Molnár, escenografía de Rune Carlsten, Dramaten
- 1939 : Paul Lange och Tora Parsberg, de Bjørnstjerne Bjørnson, escenografía de Rune Carlsten, Dramaten
- 1939 : Asesinato en la catedral, de T. S. Eliot, escenografía de Alf Sjöberg, Dramaten
- 1939 : Kejsaren av Portugallien, de Selma Lagerlöf, escenografía de Rune Carlsten, Dramaten
- 1939 : Det gamla spelet om Envar, de Hugo von Hofmannsthal, Riksteatern y Teatro Municipal de Gotemburgo
- 1939 : Äventyret, de Gaston Arman de Caillavet y Robert de Flers, Riksteatern y Teatro Municipal de Gotemburgo
- 1939 : Den gröna fracken, de Gaston Arman de Caillavet y Robert de Flers, Teatro Municipal de Gotemburgo
- 1940 : Äventyret, de Gaston Arman de Caillavet y Robert de Flers, escenografía de Carlo Keil-Möller, Dramaten
- 1941 : Han som kom till middag, de George S. Kaufman y Moss Hart, escenografía de Torsten Hammarén, Teatro Municipal de Gotemburgo
- 1941 : Han som kom till middag, de George S. Kaufman y Moss Hart, escenografía de Martha Lundholm, Vasateatern[68][69]
- 1942 : Sol i dimma, de Emlyn Williams, escenografía de Harry Roeck-Hansen, Blancheteatern[70]
- 1943 : Nöjesfältet, de Herbert Grevenius, escenografía de Rune Carlsten, Dramaten
- 1943 : Den okuvliga Mr Bunting, de Robert Greenwood, escenografía de Martha Lundholm, Vasateatern[71]
- 1945 : Ödestimmen, de Hjalmar Söderberg, escenografía de Rune Carlsten, Dramaten
- 1945 : Markurells i Wadköping, de Hjalmar Bergman, escenografía de Sandro Malmquist, Stadsteater de Malmö
- 1946 : Markurells i Wadköping, de Hjalmar Bergman, escenografía de Rudolf Wendbladh, Dramaten
- 1947 : Markurells i Wadköping, de Hjalmar Bergman, escenografía de Helge Wahlgren, Teatro Municipal de Gotemburgo
- 1951 : Det lyser i kåken, de Björn-Erik Höijer, escenografía de Ingmar Bergman, Dramaten[72]
- 1952 : Swedenhielms, de Hjalmar Bergman, escenografía de Mats Johansson, Stadsteater de Malmö
- 1953 : Swedenhielms, de Hjalmar Bergman, Teatro Municipal de Gotemburgo

### Director (selección)
- 1909 : Per Olsson och hans käring, de Gustaf af Geijerstam, Dramaten
- 1909 : Paul Lange och Tora Parsberg, de Bjørnstjerne Bjørnson, Dramaten
- 1918 : Komedianten, de Stefan Zweig, Dramaten
- 1918 : Pierrots drama, de Sil-Vara, Dramaten
- 1930 : Herr Lamberthier, de Louis Verneuil, Dramaten
- 1934 : Anständighetens vällust, de Luigi Pirandello, Dramaten
- 1937 : Byggmästare Solness, de Henrik Ibsen, Dramaten

## Premios
- 1907: Litteris et artibus

## Selección de su filmografía
- 1920 : Erotikon
- 1921 : Kvarnen
- 1925 : Kalle Utter
- 1925 : Flygande holländaren
- 1933 : Vad veta väl männen
- 1938 : Med folket för fosterlandet
- 1945 : Hans Majestät får vänta
- 1946 : Eviga länkar